# Anisozyga beatrix
Anisozyga beatrix är en fjärilsart som beskrevs av Louis Beethoven Prout 1913. Anisozyga beatrix ingår i släktet Anisozyga och familjen mätare. Inga underarter finns listade i Catalogue of Life.